# CONCACAF Caribbean Cup
De CONCACAF Caribbean Cup is een voetbalcompetitie voor clubs die lid zijn van de CFU. Sinds 2023 dient het toernooi als kwalificatie voor de CONCACAF Champions Cup voor clubs uit de regio. Het toernooi is de opvolger van het CONCACAF Caribbean Club Championship dat liep van 1997 tot 2022.
De drie beste clubs van de Caribbean Cup kwalificeren zich voor de CONCACAF Champions Cup, waarbij de winnaar doorstroomt naar de achtste finales en de tweede en derde plaats eindigen in de eerste ronde.

## Geschiedenis
De CONCACAF kondigde in september 2021 aan dat de CONCACAF Champions League vanaf 2024 zou worden uitgebreid van zestien naar zevenentwintig clubs. Op dat moment werd aangekondigd dat clubs uit de Caribische subregio zich zouden kwalificeren via de nieuwe CONCACAF Caribbean Cup, maar specifieke details werden niet bekendgemaakt. Verdere details werden aangekondigd in juni 2022.

## Deelnemers
Acht van de tien concurrerende clubs zijn huidige titelhouders en runner-ups van de vier competities in de regio die voldoen aan de professionele licentienormen van CONCACAF. Voor de wedstrijdcyclus 2023/24 zijn de plaatsen van Haïti opnieuw toegewezen aan de Dominicaanse Republiek en Jamaica.
| Land                   | Competitie                | Deelnemers           |
| ---------------------- | ------------------------- | -------------------- |
| Dominicaanse Republiek | Liga Dominicana de Fútbol | Winnaar en runner-up |
| Haïti                  | Ligue Haïtienne           | Winnaar en runner-up |
| Jamaica                | National Premier League   | Winnaar en runner-up |
| Trinidad en Tobago     | TT Pro League             | Winnaar en runner-up |
| Varieert               | CONCACAF Caribbean Shield | Winnaar en runner-up |

## Competitieopzet
De tien deelnemende clubs worden verdeeld in twee poules van vijf teams. De clubs spelen een round-robin-achtig toernooi binnen hun groep. De twee beste clubs van elke groep spelen knock-outrondes om de eindposities te bepalen en daarmee de ronde waarin ze zullen deelnemen aan de CONCACAF Champions Cup.

## Resultaten
| Jaar | Winnaars     | Uitslag | Finalist | Derde Plaats | Uitslag | Vierde Plaats | Topscorer      | Topscorer |
| ---- | ------------ | ------- | -------- | ------------ | ------- | ------------- | -------------- | --------- |
| 2023 | SV Robinhood | 3–0     | Cavalier | Moca         | 3–2     | Harbor View   | Shaniel Thomas |           |